# Sterol
Steroler er en klasse organiske forbindelser som forekommer naturligt i både planter og dyr. De er en vigtig undergruppe steroider. Et kostsupplement med højt indhold af fytosteroler sænker kroppens niveau af cholesterol.

## Klassificering og struktur
Steroler er steroidealkoholer. Oftest er en hydroxylgruppe (HO-) i 3-position i A-ringen, eventuelt i en alternativ position. Steroler fra planter kaldes fytosteroler og steroler fra dyr kaldes zoosteroler.

## Eksterne links
- Phytosterols. Micronutrient Information Center
- Hvedekim styrker dit kredsløb. Helse nyt Arkiveret 26. juni 2012 hos  Wayback Machine